# Chicontepec (kommun i Mexiko)
Chicontepec är en kommun i Mexiko.   Den ligger i delstaten Veracruz, i den sydöstra delen av landet, 200 km nordost om huvudstaden Mexico City.
Följande samhällen finns i Chicontepec:
- Chicontepec de Tejada
- Acatitla
- Huizache Achichipic
- La Pagua
- Pemuxtitla
- Las Placetas
- Alahualtitla
- Francia Nueva
- Ayacaxtle
- Mexcatla
- Chapixtla
- Lindero Agua Fría
- Palma Sola
- Toloncuitlatla
- Jagüey
- Tepeco
- Pepeyocal
- Zonámatl
- Xihuicalco
- Postectitla
- Alaxtitla Ixcacuatitla
- Soltepec
- El Terrero
- Zacatitla
- General Ignacio Zaragoza
- La Heredad
- Alaxtitla Morenotlán
- El Ixtle Flores Magón
- Alaxtitla Huixnopala
- La Mesa de Tzapotzala
- Nuevo Paraje
- Otlatzintla
- Palma Real Tepenahuac
- Tepexocoyo
- Las Silletas
- El Manantial
- La Puerta
- Francia Vieja
- Palo Flor
- El Tordillo
- Teponaxtla
- Tepecxitla
- Ejido de Tlanempa
- Mesa de Ahuayo
- La Antigua
- Granadilla
- Xochicuatepec
- Limontitla
- El Cuartel
- La Esmeralda
- Francisco Villa
- Ahuateno Chico
- San Benito
- Buena Vista
- Huitztipa
- Mesa de Calcote
- Ampliación Palma Sola
- Xaltepec
- Las Lomas de Huitzapoli
- Cahuayoapa
- Xicalango
- Las Güiras
- Tzapullo Postectitla
- Emiliano Zapata
- El Aguacate
- Cuaxiloapa
- Camaitlán
- Alaxcuatitla
- Pilahuimol
- Zapotal
- Atlalco
- Tzapullo Tecomate
- Xahuayoca
- Ateno
- Apaxtitla
- Colonia Fernando López Arias
- Zapotempa
- Ejido las Vegas
- La Pimienta
- El Coyolito